# Webb (Nowy Jork)
Webb – jednostka administracyjna typu town w Stanach Zjednoczonych, w stanie Nowy Jork, w hrabstwie Herkimer.